# Plans de l'Hostal II
Els Plans de l'Hostal II és un jaciment arqueològic amb dues etapes registrades: el període del Paleolític mitjà i l'època del Neolític, i es localitza al terme municipal del Cervià de les Garrigues (Les Garrigues), inclòs a l'Inventari del Patrimoni Arqueològic i Paleontològic de Catalunya.
Aquest jaciment es localitza a l'aire lliure, en uns terrenys agrícoles a la vall del riu de Set, conreats amb ametllers, cereals i arbres fruiters.
El jaciment dels Plans de l'Hostal II va ser descobert l'any 2003 durant la prospecció arqueològica dirigida per Anna Colet Marcé i realitzada a causa del Pla Especial Urbanístic del Sòl (PEURS) per a l'establiment d'un sistema de regadiu del canal Segarra-Garrigues presentat pel Departament d'Agricultura, Ramaderia i Pesca de la Generalitat de Catalunya. L'objectiu d'aquesta prospecció fou determinar l'afectació d'aquest projecte sobre el patrimoni arqueològic i paleontològic, i va ser realitzada per membres del Grup d'Investigació Prehistòrica (GIP) de la Universitat de Lleida per encàrrec de l'empresa Regs de Catalunya SA (REGSA). El traçat del canal neix a l'embassament del Rialb, terme municipal d'Oliola, i afecta a 17 municipis de 4 comarques diferents fins que no arriba a l'embassament d'Albagés. Les obres d'aquest projecte varen donar a llum a tota una sèrie jaciments fins aleshores desconeguts.
En la zona que delimita aquest jaciment s'hi va trobar un conjunt de materials patinats i força rodats, formats per un gran bloc de sílex (17x8x5cm) amb diverses marques d'extraccions, un nucli discoïdal de sílex, 3 ascles de sílex i 2 fragments de sílex, amb abundants superfícies corticals.
La tipologia del material lític trobat així com l'absència de material ceràmic permeten proposar la hipòtesi que la cronologia del jaciment es pugui establir entre el Paleolític mitjà i el Neolític. Tampoc es trobaren estructures associades a aquestes restes materials. Aquest jaciment es troba en una zona on la prospecció ha permès documentar gran quantitat de vestigis d'època prehistòrica que constava de restes lítiques tallades, però que quedà totalment afectada per la construcció de l'Embassament de l'Albagés, acabat l'any 2013.